# Hamsou Garba
Hamsou Garba, née le 25 décembre 1958 à Maradi et morte le 5 décembre 2022 à Niamey, est une chanteuse nigérienne. Elle est surnommée la « Diva de la chanson nigérienne » et la « boîte à musique » du pays.

## Biographie
Garba naît le 25 décembre 1958 à Maradi au Niger. Elle fréquente l'école jusqu'au CM2, année où elle obtient son certificat d'études primaires et élémentaires (CEPE). Elle quitte alors l'école francophone pour intégrer une madarasa arabo-française où elle apprend à chanter. Après son certificat, elle s'inscrit à une formation de dactylographie à la mission catholique de Niamey qui lui permet d'être embauchée dans une banque.
En parallèle, elle devient l'animatrice du « groupe choc » de l'ancien président Ali Saibou qui font des performances à l'aéroport de Diori Hamani lors d'arrivée de chefs d'États étrangers.
Depuis 1991, elle fait partie des membres fondateurs du groupe Anashua.
Hamsou Garba sort son premier album solo en 2008, Gargadi, suivi de Tout est possible en 2009. En 2011, elle sort deux albums Les hommes de l'histoire et Aouran dollé, qui parlent des mariages forcés dans son pays. Ses chansons parlent majoritairement d'amour, de religion et de problèmes sociétaux. Garba chante majoritairement en haoussa, zarma et français.
Elle fonde en 2016 la radio Touraki, surnommée « la voix des artistes », une radio qui met en avant les artistes nigériens. La même année, elle est accusée d'incitation à la désobéissance civile du fait de ses chansons, certaines étant dédiées à l'ancien présidente de l'Assemblée Hama Amadou et incarcérée pendant 10 jours à la prison civile de Niamey.
Elle meurt des suites d'une longue maladie à l'hôpital général de Niamey à l'âge de 63 ans. Sa mort est considérée comme une « perte nationale » par l'Union nationale des musiciens.